# Impronte digitali (Franco Califano)
Impronte digitali è il decimo album in studio del cantautore italiano Franco Califano, pubblicato nel 1984 per l'etichetta discografica Lupus.

## Tracce
1. Impronte digitali (Franco Califano, Maurizio Piccoli)
2. Il cantante (Franco Califano, Marcello Marrocchi)
3. Padroni di una notte (Franco Califano, Marcello Marrocchi, Giampiero Artegiani)
4. Ho giocato con il tempo (Franco Califano, Laura Tullia Gabbiano, Frank Del Giudice)
5. Appunti sull'anima (Franco Califano, Maurizio Piccoli)
6. Amare è (Franco Califano, Marcello Marrocchi, Giampiero Artegiani)
7. Al mio bazar (Franco Califano, Egidio Pardini, Alberto Varano)
8. Quando è notte (Franco Califano, Marcello Marrocchi, Giampiero Artegiani)
9. Da solo (Franco Califano, Marcello Marrocchi, Giampiero Artegiani)
10. Riflessioni (Franco Califano, Antonio Abbate, Libero Abate)

## Curiosità
L'album fu registrato in uno studio mobile posizionato in un furgone durante il periodo in cui Califano, arrestato nel 1984 per spaccio di cocaina non a scopo di lucro, si trovava nella sua residenza agli arresti domiciliari.